# Nokia C2-00
Nokia C2-00 este un telefon dual SIM creat de Nokia. Este disponibil în 3 culori: alb, negru Jet și gri. Dimensiunile acestui telefon sunt de 108 x 45 x 14.7 mm șiare o greutate de 74.1 grame cu baterie.
Are un slot intern (recomandat pentru cartela pe care o folosești în mod frecvent), iar celălalt extern care îți permite să schimbi cartelele fără să închizi aparatul și să-l desfaci (Hot Swap pentru cartele SIM). Are Bluetooth 2.1 + EDR și USB 2.0 (conector micro USB), un slot microSD, o mufă audio de 3.5 mm și are încorporat un radio FM. 
Player video suportă formatele 3GP și MP4 de calitate inferioară. C2-00 suportă formatele audio MP3, WMA, WAV și AAC.
Camera foto este VGA care are rezoluția maximă de 640 x 480 pixeli și filmează video QCIF la 10 cadre pe secundă.
Acumulatorul este BL-5C de 1020 mAh care permite o autonomie de până la 460 de ore în stand-by (neatins) și până la 5 ore de convorbire continuă.